# Grande Barragem de Inga
Grande Barragem de Inga ou Complexo Hidroelétrico de Inga é um projeto hidroelétrico no rio Congo, na República Democrática do Congo. O projeto prevê o aproveitamento hidroelétrico das Cataratas de Inga, na província do Congo Central, cerca de 30 quilômetros ao norte da cidade de Matadi. Duas represas do complexo, Inga I e Inga II, já estão em operação. Há outro projeto expansão da capacidade das atuais usinas e construção de novas centrais, chamados de projeto Inga III e Inga/Bundi, formando um conjunto de sete usinas hidroelétricas — a que se dá o nome de Grande Barragem de Inga.
O projeto da Grande Barragem de Inga é de natureza complexa, pois exige obras e investimentos complementares ao de Inga I e ao de Inga II, além de construção de novas usinas hidroelétricas.

## História

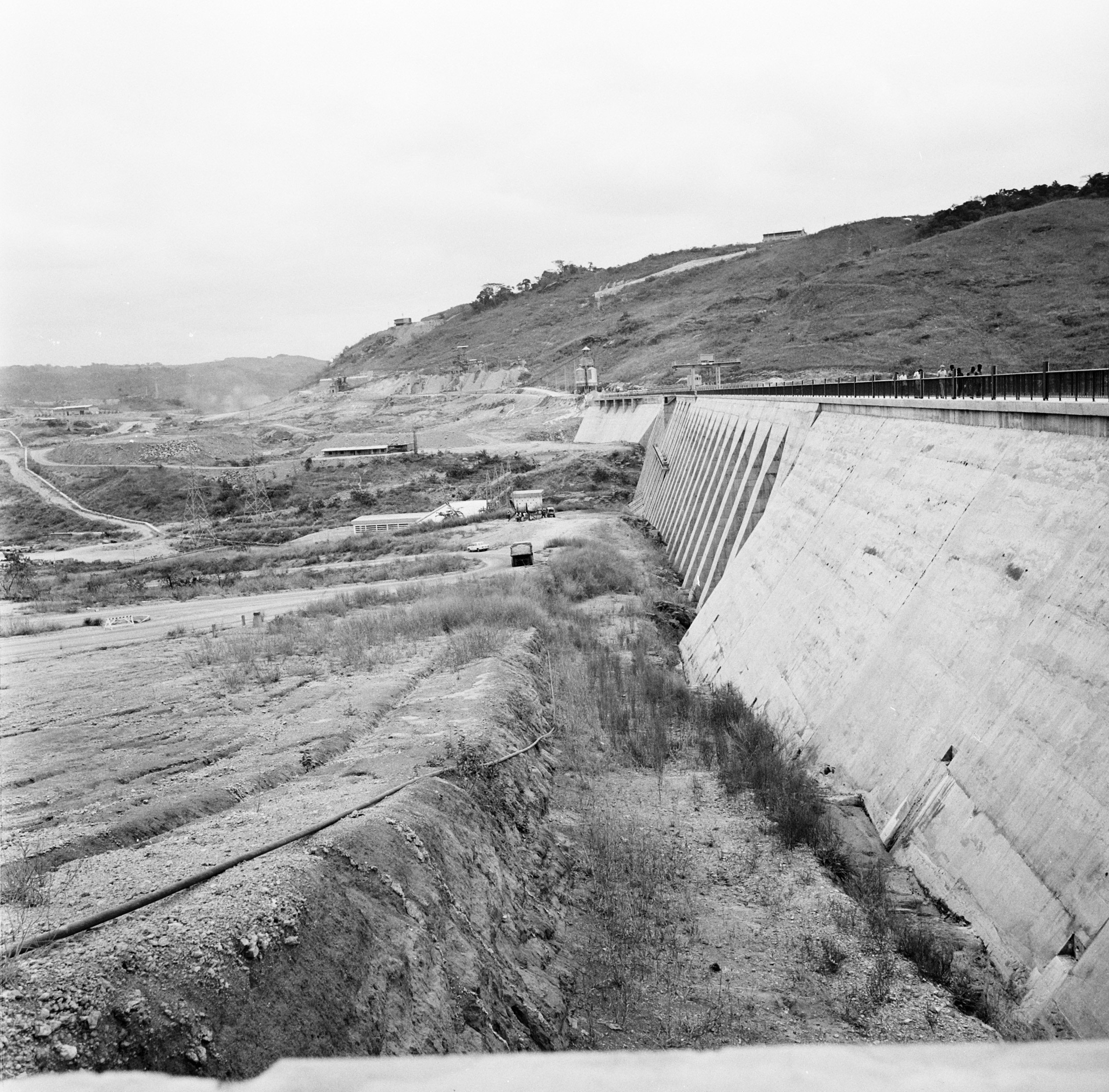
Inga I já inaugurada em 1973

O potencial hidrelétrico do Rio Congo foi reconhecido precocemente, numa época em que o controle colonial se expandia sobre a África e os rios estavam sendo aproveitados pela primeira vez para gerar eletricidade. Em 1921, um estudo realizado pelo Serviço Geológico dos Estados Unidos concluiu que toda a bacia do rio Congo possuía mais de um quarto do potencial hidrelétrico do mundo. Quatro anos depois, especificamente em relação à localização das Cataratas de Inga, o engenheiro militar belga Pierre Van Deuren iniciou um trabalho de levantamento no local. Um estudo mais aprofundado do potencial da área foi realizado pelo grupo Syneba (1929-1939), mas a eclosão da Segunda Guerra Mundial e a dissolução da Syneba puseram um fim temporário ao progresso no local.
Atlantropa, um mega-projeto de integração entre Europa e África, concebido por Herman Sörgel na década de 1920, incluía uma proposta para represar o rio Congo. Nesse plano, a água seria usada para irrigar os desertos do Norte da África e gerar de 22,5 a 45 gigawatts de energia. Os estudos foram retomados após a Segunda Guerra Mundial, sendo listado como uma das principais obras no livro Engineers' Dreams, publicado em 1954, novamente considerando Inga como um potencial reservatório de irrigação para o deserto do Saara.
Antes da independência quixassa-congolesa, a imprensa belga especulava a construção de um mega-projeto centrado em Inga para gerar eletricidade para a indústria pesada. Entre as indústrias discutidas estavam "alumínio, ferroligas, tratamento de minérios, papel-celulose e uma planta para separação de isótopos". No papel, o projeto era ousado; caso efetivo, era comparado à região industrial alemã do Reno-Ruhr.
Um projeto para Inga, vagamente descrito como consistindo em uma "série de usinas elétricas e represas", foi finalmente aprovado pelo gabinete do primeiro-ministro belga Achille Van Acker em 13 de novembro de 1957. O projeto foi estimado na época em US$ 3,16 bilhões e a expectativa era de que gerasse 25.000 MW. Um relatório do final de abril de 1958 afirmou que os trabalhos de escavação começariam em meados de 1964 ou 1965. Os planos previam três fases de construção, começando com uma usina de 1.500 MW com um preço de US$ 320 milhões, depois o dobro dessa capacidade e, eventualmente, os 25.000 MW originalmente aprovados. Havia a previsão de instalação de usinas de alumínio europeias e estadunidenses. No entanto, dado a quantidade de capitais necesários, o governo belga alegou problemas de financiamento, buscando possíveis interesados no Banco Internacional para Reconstrução e Desenvolvimento e no Banco Europeu de Investimento.
A independência quinxassa-congolesa da Bélgica não paralizou por completo o desenvolvimento de Inga. As autoridades belgas continuaram a pressionar o novo governo quinxassa-congolês, com o Ministro belga da Cooperação para o Desenvolvimento Raymond Scheyven a propor uma empresa conjunta quinxassa-congolesa-belga que financiaria uma barragem de Inga. No entanto, o recém-eleito primeiro-ministro Patrice Lumumba assinou um contrato, em 22 de julho de 1960, de cinquenta anos com a Congo International Management Corporation (CIMCO), sediada em Nova Iorque, para desenvolver o projeto de Inga e uma produção de alumínio associada. O assassinato de Lumumba fez o projeto quinxassa-congolês-estadunidense declinar. Um estudo de viabilidade foi conduzido pela empresa italiana SICAI em 1963, que recomendou que a barragem apoiasse a industrialização doméstica em oposição à indústria focada na exportação.

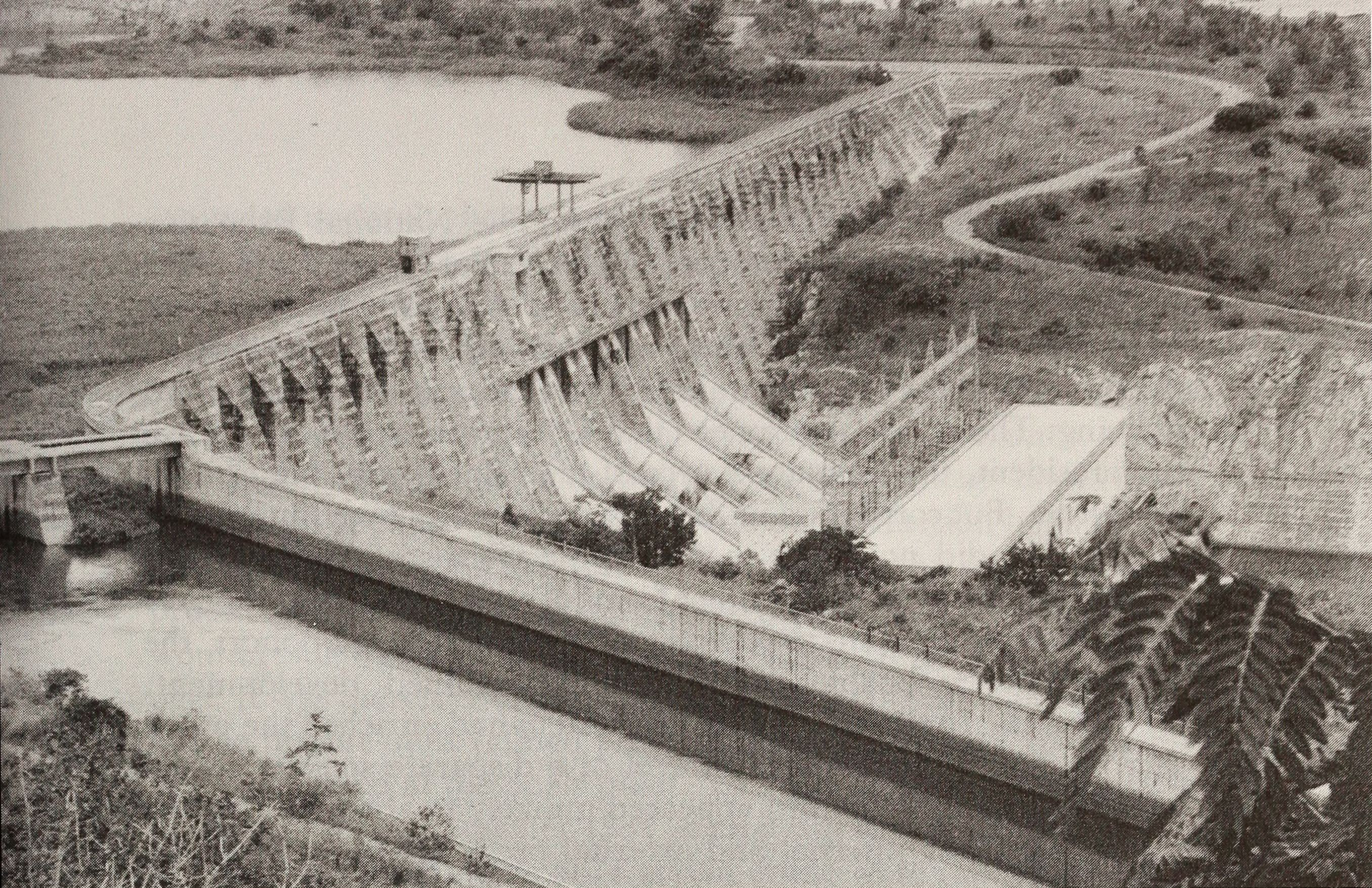
Vista de Inga I, em 1993, uma das barragens já em operação do complexo de Inga

Apesar do período de instabilidade da década de 1960, a ascensão ao poder do ditador Mobutu Sese Seko permitiu que os projetos de geração de energia nas Cataratas do Inga fossem retomados. O projeto "Grande Barragem de Inga" foi iniciado e Inga I foi construída entre 1968 e 1972 com financiamento inteiramente do governo do Zaire, ainda sob governo de Mobuto. Inga I foi inaugurada consistindo em uma usina de seis turbinas gerando 351 MW, com a eletricidade sendo fornecida principalmente às áreas povoadas ao redor dela e a jusante. Em 1982, Inga II foi inaugurada, com a eletricidade gerada abastecendo a atividade de mineração na região de Catanga. Na década de 1980, o governo zairense começou a planejar a construção de Inga III, sondando potenciais financiamentos para a obra. As consequências posteriores da crise do Congo e a queda do Zaire de Mobutu na década de 1990 fizeram o projeto de expansão ser paralisado.
Em fevereiro de 2005, Joseph Kabila, presidente da República Democrática do Congo, anunciou que a Eskom (uma empresa estatal da África do Sul) havia firmado uma parceria com a Sociedade Nacional de Eletricidade (SNEL; empresa estatal quinxassa-congolesa) para aumentar a capacidade das duas centrais hidrelétricas de Inga que já estavam em operação, além da construção de uma nova barragem. O projeto daria ao país 40 GW de potência instalada. Em 2016, o Banco Mundial, um dos interesados na parceria Eskom-SNEL, retirou seu apoio ao projeto Inga III devido a desentendimentos com o governo quinxassa-congolês de Kabila.
Já em 2018, empresas chinesas e espanholas foram nomeadas pelo governo quinxassa-congolês como co-desenvolvedoras do projeto, mas a mudança política na liderança do país em 2019 interferiu para o andamento da parceria. Félix Tshisekedi, o novo presidente quinxassa-congolês, anunciou um projeto menor do que o proposto, o que levou a empresa espanhola ACS a se retirar do projeto em 2020.
Em junho de 2020, o Governo de Tshisekedi resolveu apresentar o projeto aos chefes de Estado regionais e explorar o mercado no continente para a energia gerada. A reunião teve intervenção da União Africana e da Nova Parceria para o Desenvolvimento da África em seus esforços para construir a usina. A África do Sul indicou disposição para comprar 2,5 GW da produção da barragem, a Nigéria estaria interessada em comprar 3 GW e as empresas mineradoras que operam na região de Catanga estariam interessadas em 1,3 GW.
Em 2021, a empresa australiana Fortescue Metals Group apresentou ao governo um projeto para se tornar um grande produtor de eletricidade renovável ou limpa no país. O governo quinxassa-congolês nomeou a empresa Fortescue como a única responsável pela expansão da Grande Inga.
Em 2024 o Banco Mundial anunciou que havia reconsiderado por financiar novamente a construção de Inga III.

## Inga I e II e projeto Inga III

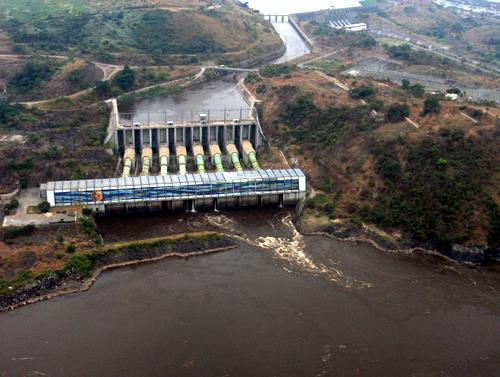
Vista de Inga II, uma das barragens já prontas do complexo de Inga em 2006

Inga I e II foram construídas na margem direita do rio, aproveitando a existência do canal natural seco de Nkokolo, um antigo leito do rio. Suas margens atingiram, antes de serem inundadas, 150 metros de altura no nível das Cataratas de Inga, paralelamente ao nível do reservatório. Ele é usado para fornecer água para Inga I e Inga II.
O aproveitamento do canal natural seco de Nkokolo formou o reservatório de Shongo, inundando totalmente o então leito seco. A água é coletada a 10 quilômetros do reservatório de Inga II, a uma altitude de 125 metros, para chegar a 115 metros no nível do rio que alimenta os reservatórios de Inga I e Inga II. Um canal de algumas centenas de metros de comprimento, localizado a oeste do reservatório de Inga I (com queda de 45 metros e diferença de elevação de 115-170 metros), alimenta o reservatório de Inga II (com queda de 50 metros e diferença de elevação de 115-165 metros).
Um canal escavado a montante das outras duas represas permitiria que a represa Inga III fosse construída abaixo das outras duas represas, beneficiando-se assim de uma queda de 55 metros (diferença de elevação de 115-160 metros). As três represas desenvolveriam, portanto, uma capacidade total de 6.275 MW em potência máxima (Inga I e II operam atualmente com aproximadamente 20% de sua capacidade, e Inga III ainda não existe).

## Inga/Bundi e o projeto Grande Inga

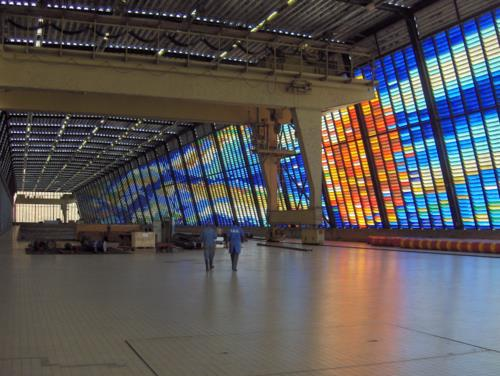
Interior da central de Inga II em 2005

A Grande Barragem de Inga permitiria a constituição de uma usina de energia com capacidade de 39 GW. O projeto prevê a construção de um reservatório a montante da barragem de água de Nkokolo, o que geraria uma barragem de água com uma altitude de 200 metros (contra os 125 metros atuais no mesmo local) no vale do rio Bundi, que seria fechado alguns quilômetros adiante por um reservatório em sua confluência com o rio Congo (atualmente a 45 metros de altitude). Entre a barragem de água e o rio, haveria agora uma queda de 155 metros sobre o segundo rio mais poderoso do mundo. Uma usina de energia construída ali teria uma potência de 39.000 Megawatt (MW), o dobro da potência da Hidrelétrica das Três Gargantas no rio Yangtzé, mas com investimentos e custos ecológicos significativamente mais baixos do que em Três Gargantas, na Represa Alta de Assuão ou na Usina Hidrelétrica de Itaipu.
Em última análise, o complexo total do reservatório de Inga (às vezes chamado de "Grande Inga") compreenderia quatro unidades de produção, com uma capacidade instalada total de 45.275 MW, distribuídas da seguinte forma:
- Inga I (atualmente operando a 20% de sua capacidade, com queda de 45 metros): 351 MW;
- Inga II (atualmente operando a 20% de sua capacidade, com 50 metros de queda): 1.424 MW;
- Inga III (em projeto, 55 metros de queda): 4 500 MW;
- Inga IV ou Inga/Bundi (planejada, queda de 155 metros): 39.000 MW;

Em 2015, os planos para ampliar Inga I e II e financiar Inga III e Inga/Bundi ainda estavam em fase de elaboração.

## Oposição ao projeto
Em 2012, o antropólogo francês Ronack Dessenne-Monabay criticou o projeto por seu alto custo (estimado entre US$ 80 e US$ 100 bilhões), havendo também a barreira da falta de capitais do país e da empresa responsável pelo projeto, a estatal Sociedade Nacional de Eletricidade. Dessenne-Monabay ainda destacou que as hidroelétricas de Inga I e II agravaram a enorme dívida nacional quinxassa-congolesa, tendo pouco efeito na ampliação do acesso da população à eletricidade, já que, em 2012, apenas 11% da do país estava conectado à rede. Além disso, milhares de hectares de floresta seriam inundados, o que prejudicaria a biodiversidade e os ecossistemas locais.
Por outro lado, os interessados no projeto afirmam que os danos associados a conclusão do complexo hidroelétrico seriam "muito menores" do que os "benefícios" que uma grande parte da África subsaariana "desfrutaria".